# Алеутская болезнь норок
Алеутская болезнь норок (плазмоцитоз, вирусный плазмоцитоз, гипергаммаглобулинемия; лат. Morbus aleutica lutreolarum) — контагиозная болезнь животных семейства куньих (в частности, хорьков и норок[прояснить]), возникающая вследствие парвовирусной инфекции.
Она характеризуется распространённой пролиферацией лимфоидных и особенно плазматических клеток, гипергаммаглобулинемией, гломерулонефритом, васкулитом. Болезни свойственна стационарность. Передаётся вертикально (мать → щенок) и горизонтально (инвентарь, покусы, воздушно-капельным путём). Латентный период длится 2—24 месяца. Распространена в США, Канаде, Норвегии, Швеции, Финляндии, Дании, Великобритании и др. В России зарегистрирована во всех областях, где разводят норок. Специфической защиты нет.
Диагностика основана на эпизоотологических данных, клинических и патологоанатомических изменениях. Окончательный диагноз ставят на основе лабораторных исследований, по положительной реакции в РИЭОФ (реакции иммуноэлектроосмофореза).
Лечение — симптоматическое, до созревания меха.